# Dieng-Plateau

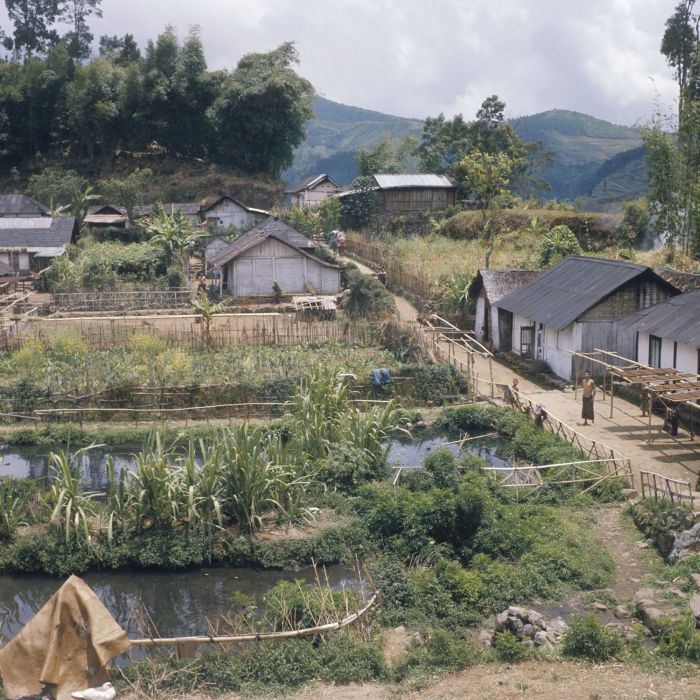
Dorf auf dem Dieng-Plateau (1971)

Das Dieng-Plateau, indonesisch Dataran Tinggi Dieng (dieng von di-hyang, „Sitz eines spirituellen, jenseitigen Wesens“), liegt auf rund 2000 Metern Höhe im Zentrum der indonesischen Insel Java. Die vulkanisch aktive Hochebene ist ein bedeutendes Ziel von Touristen; auf ihr befinden sich einige der ältesten Hindutempel der Insel.

## Geographie

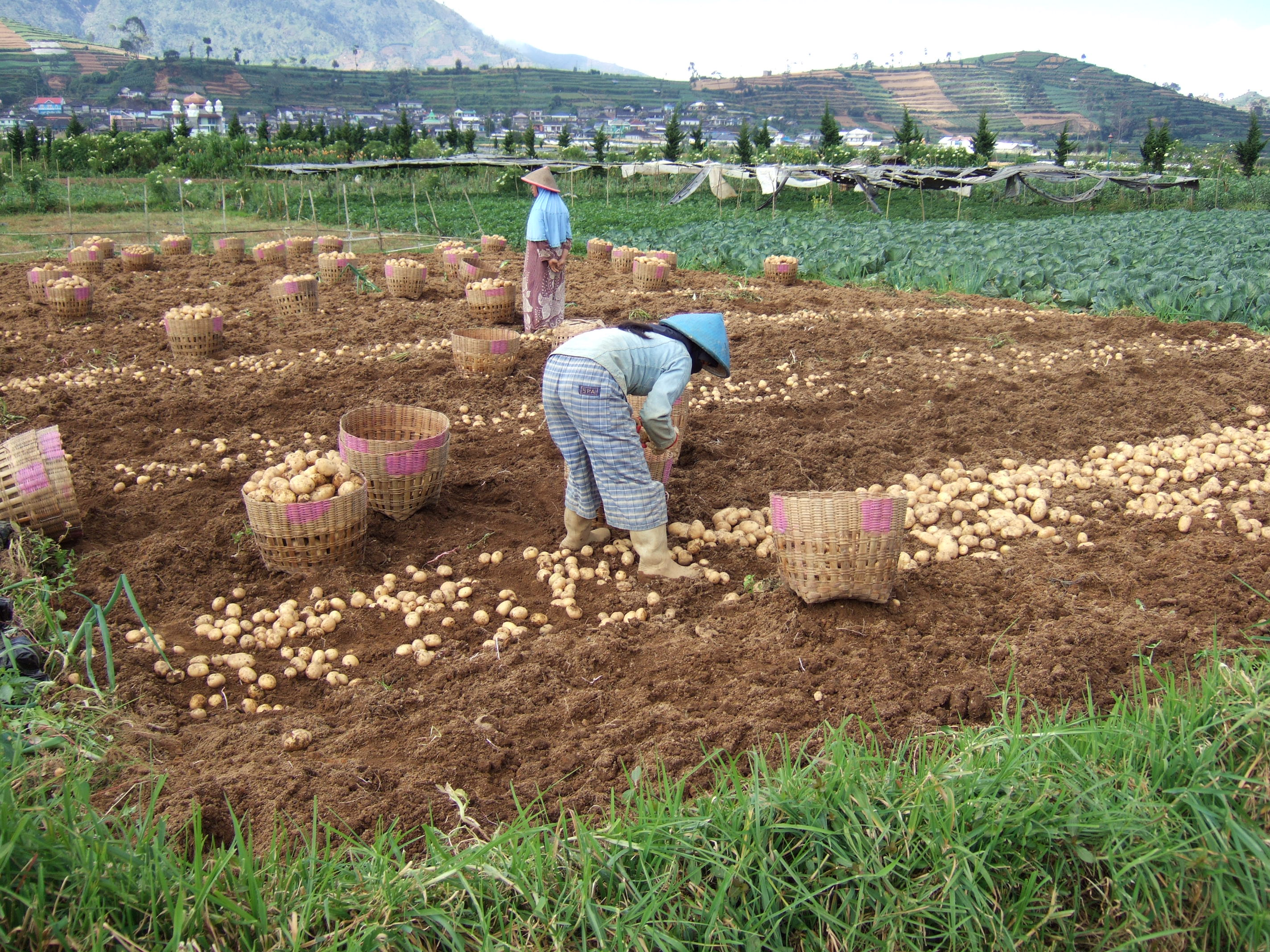
Kartoffelernte auf dem Dieng-Plateau

Das Dieng-Plateau liegt in der Provinz Jawa Tengah rund 25 Kilometer nördlich der Stadt Wonosobo und etwa 80 Kilometer nordwestlich der Stadt Yogyakarta. Die Hochebene ist bei einer Länge von rund 14 und einer Breite von etwa 6 Kilometer in Ost-West-Richtung orientiert. Das zum Teil sumpfige Plateau wird landwirtschaftlich intensiv genutzt, angebaut werden vor allem Kartoffeln, Kohl und Tomaten. Der Jahresniederschlag liegt zwischen 3000 und 4000 Millimeter; die Hochebene entwässert überwiegend nach Südwesten.
Das Dieng-Plateau ist dicht besiedelt; zentraler Ort ist Dieng Kulon im Nordosten. Sembungan, im Südosten des Plateaus gelegen, soll mit 2100 Metern Höhe Javas höchstgelegenes Dorf sein und ist Ausgangspunkt zur Ersteigung des Aussichtsgipfels Sikunir (2263 Meter).

## Vulkanismus

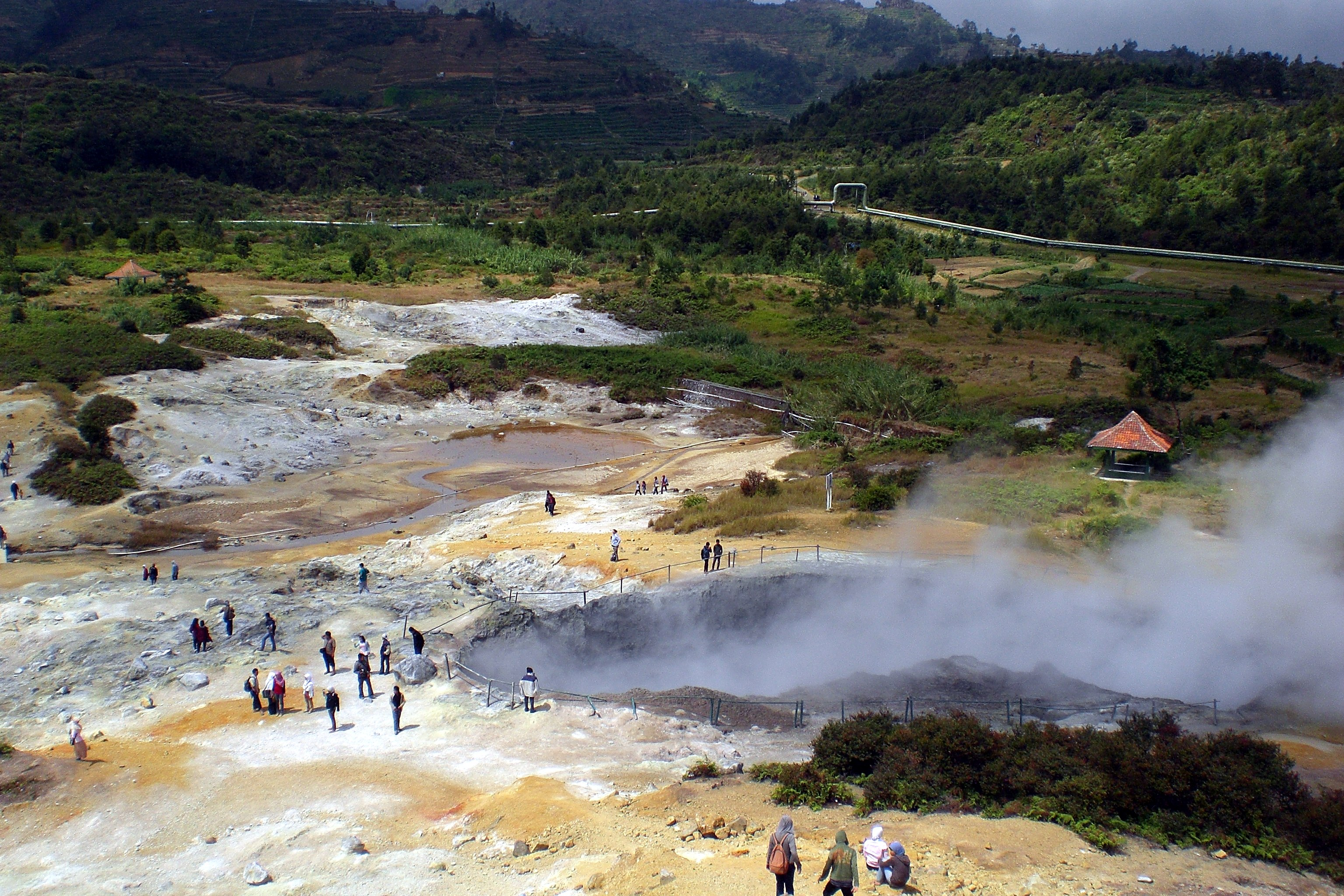
Krater Sikidang von oben

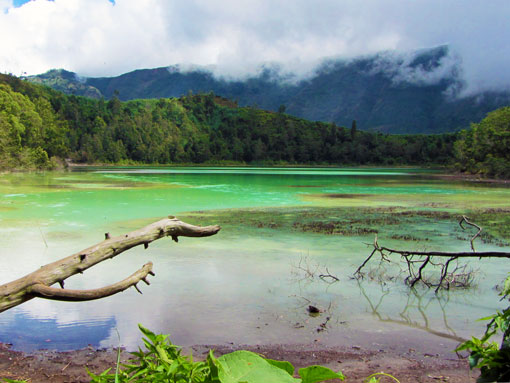
Telaga Warna

Das Dieng-Plateau gehört mit den südöstlich gelegenen Stratovulkanen Sumbing und Sundoro zu einer Reihe von Vulkanen, die im Quartär entstanden. Überwiegend wird angenommen, dass das Plateau eine Caldera ist, die beim Zusammenbruch eines großen Vulkans entstand. Dabei wird der steile Hang des Stratovulkans Prahu (2565 Meter) als der Nordostrand der Caldera angesehen. Eine großvolumige Ablagerung, die beim Einbruch der Caldera entstand, konnte bislang nicht identifiziert werden.
Nach Bildung des Plateaus entstanden mehrere neue Stratovulkane. Sie förderten vor rund 16.800 Jahren die sogenannte Dieng-Tephra, eine mehrere Dekameter dicke Schicht, die die Hochebene bedeckte. In einer späteren Eruptionsphase trat an neun Stellen im Süden des Dieng-Plateaus zähflüssige Lava aus. Die jüngste Lava dieser Eruptionsphase ist rund 8450 Jahre alt.
Seit mehreren Jahrhunderten wird der Vulkanismus des Dieng-Plateaus von Wasserdampfexplosionen, sogenannten phreatischen Explosionen bestimmt. Durch die Explosionen entstanden rund 100 Krater auf dem Dieng-Plateau. Dabei werden zwei Arten von Explosionen unterschieden: Zum einen Explosionen, denen keine Erdbeben vorausgehen und die auf Blockaden in aktiven Fumarolen und Solfataren zurückgeführt werden. Zum anderen gibt es Explosionen, die nach Erdbeben oder der Öffnung von Verwerfungen auftreten und bei denen neue Krater entstehen können.
Zu den bekanntesten Kratern zählt der Sikidang, der ein beliebtes Ziel von Touristen ist. In weiten Bereichen des Kraters tritt Dampf aus dem Boden, zudem finden sich heiße Quellen, Fumarolen, Solfataren sowie Schlammtöpfe. Knapp einen Kilometer weiter östlich befinden sich mit dem Telaga Warna (Farbiger See) und dem Telaga Pengilon (Spiegelsee) zwei Seen in einem älteren Krater, in den ein Lavastrom geflossen ist. Im Telaga Warna steigen Gasblasen auf; sein Wasser ist sauer mit einem pH-Wert von drei. Nahe dem See liegen drei Grotten, die als Meditationsstätten genutzt werden.
Seit 1800 kam es zu mindestens 20 phreatischen Explosionen; bei acht Eruptionen starben Menschen. So ereigneten sich am 4. Dezember 1944 Explosionen im Silari-Krater, etwa drei Kilometer westlich von Dieng Kulon. Dabei wurden große Blöcke bis zu 1,5 Kilometer weit geschleudert; am Kraterrand entstand eine zwei Meter dicke Ablagerung. Mehrere Dörfer wurden zerstört oder beschädigt; nach unterschiedlichen Angaben wurden 59, 114 oder 117 Menschen getötet. Am 20. Februar 1979 starben 149 Menschen an einer Vergiftung durch Kohlenstoffdioxid (CO2), das aus Spalten und einem Krater austrat. Dem Gasaustritt voraus gingen Erdbebenschwärme und eine phreatische Eruption im Sinila-Krater, bei der Schlamm und Blöcke ausgeworfen wurden und ein Schlammstrom, ein sogenannter Lahar, austrat, der 3,5 Kilometer weit floss. Die Toten waren Bewohner des Dorfes Kepucukan, die sich auf der Flucht vor der Eruption befanden. Die Eruption von 1979 wird mit dem Austritt von CO2 aus dem Nyos-See in Kamerun verglichen, bei dem 1986 etwa 1700 Menschen getötet wurden.

## Tempelanlagen

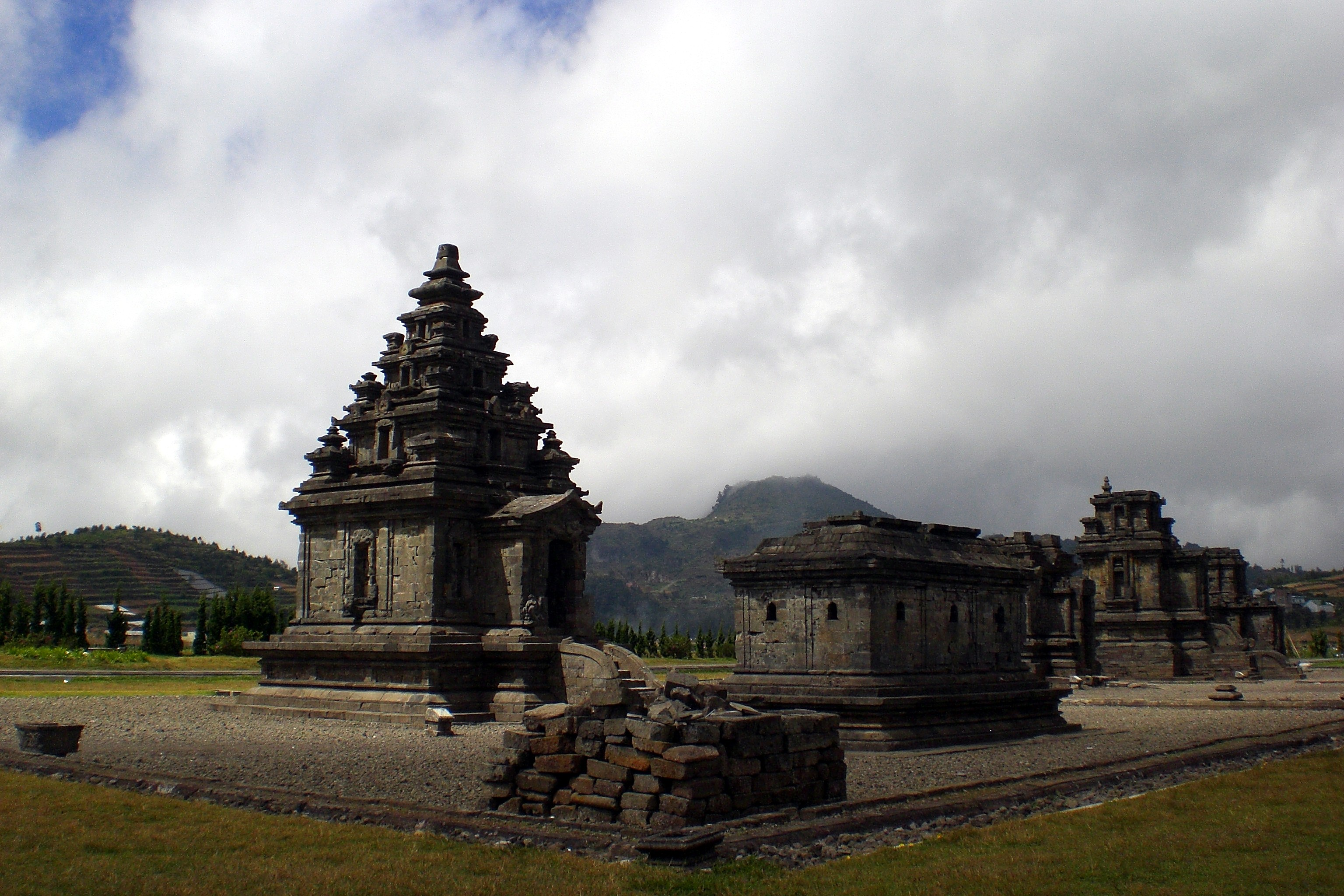
Dieng Tempelkomplex

Auf dem Plateau befinden sich einige der ältesten Hindutempel der Insel, die ebenfalls ein bedeutendes Touristenziel sind. Die meisten der ursprünglich über 400 Tempel wurden zwischen dem 8. und 9. Jahrhundert nach Christus erbaut. Bald nach der Errichtung gerieten die Tempelanlagen wieder in Vergessenheit und wurden erst 1856 vom Archäologen Van Kinsbergen wiederentdeckt und erfasst, nachdem er das Gebiet um die Tempel trockenlegte. Die erhaltenen acht Tempel sind charakteristisch für die frühe zentraljavanesische Architektur.
Alle Dieng-Tempel sind nach Helden des indischen Epos Mahabharata benannt, die auf Java als Wayang inszeniert werden. Die Tempel liegen in Fußentfernung vom Ort Dieng Kulon. Die Bauten wirken eher streng und düster. Die fünf Haupttempel formen den Arjuna-Komplex und sind Shiva geweiht. Weitere Tempel sind Candi Gatutkaca mit dem kleinen Museum des Plateaus, das Statuen und Skulpturen aus den Tempeln zeigt, Candi Bima mit seinen Reihen von starrenden Köpfen und Candi Dwarawati. Tuk Bima Lukar ist ein vormals heiliger Ort an einer Quelle östlich von Dieng.
Liste der Tempel:
- Candi Abiyasa
- Candi Arjuna
- Candi Bima
- Candi Darawati
- Candi Dwarawati
- Candi Gatotkaca
- Candi Pandu
- Candi Parikesit
- Candi Puntadewa
- Candi Magersari
- Candi Nakula
- Candi Sadewa
- Candi Sembadra
- Candi Senjaka
- Candi Semai
- Candi Srikandi
- Candi Wachthamer

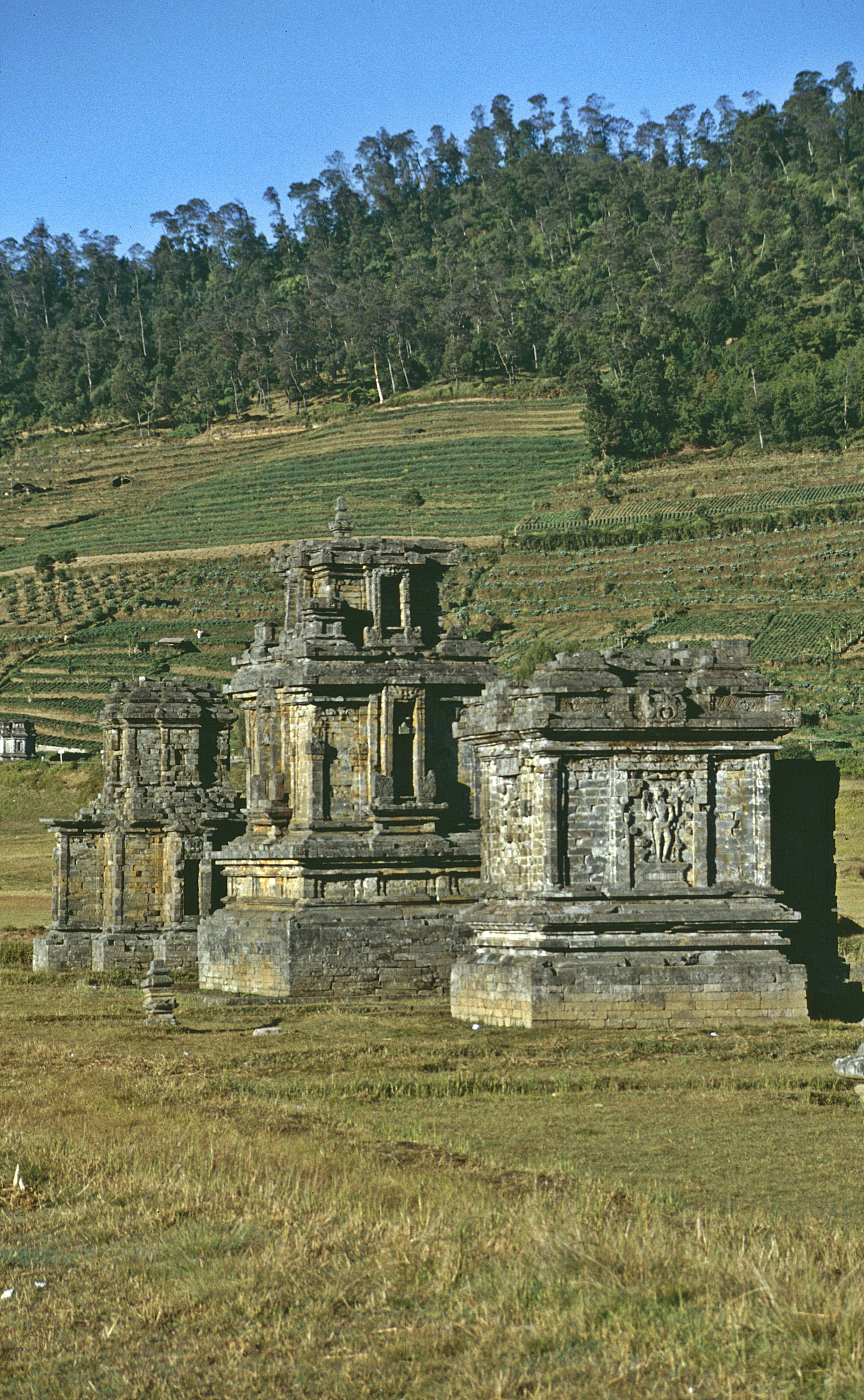
Tempel der Arjuna-Gruppe

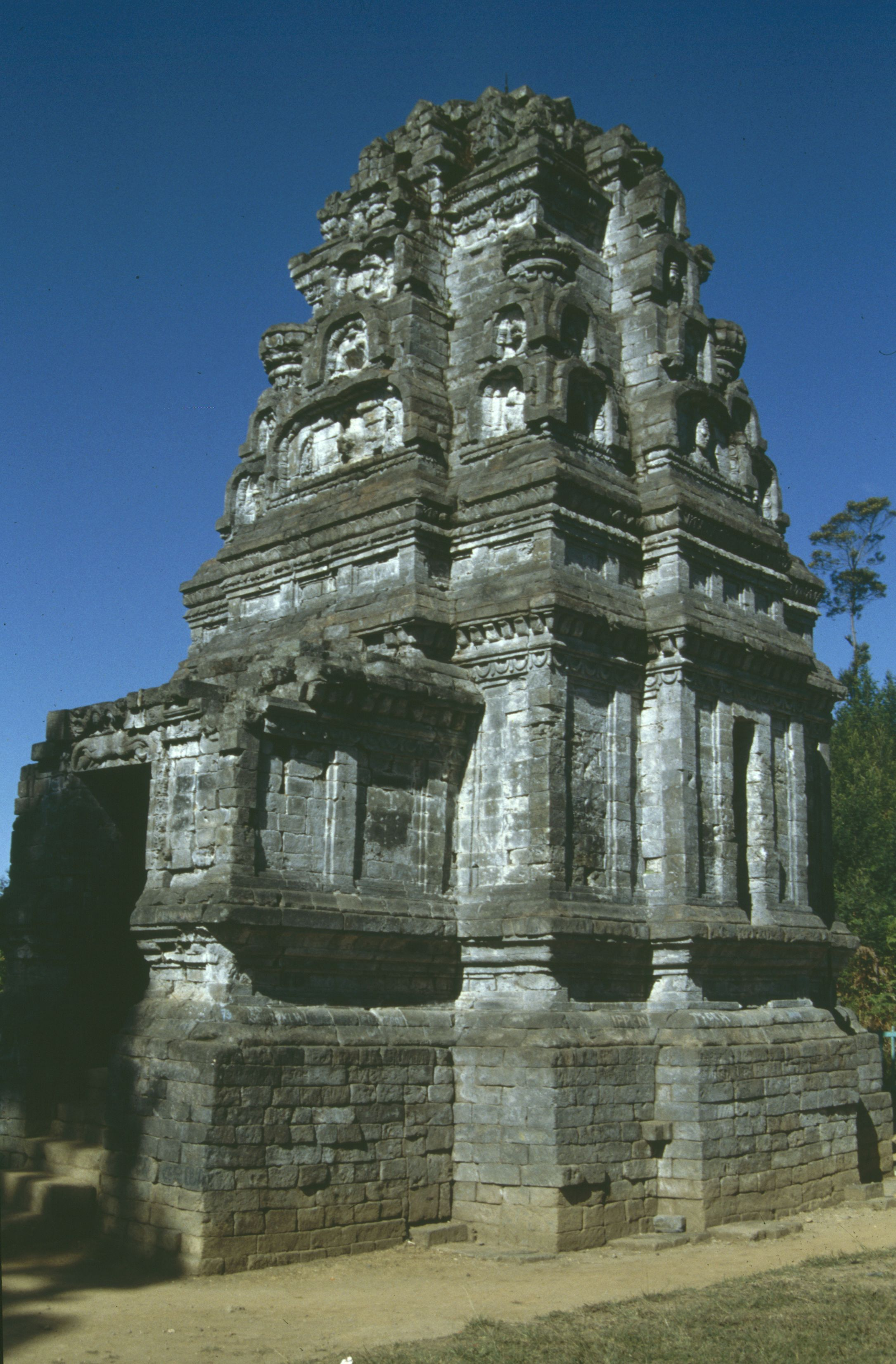
Candi Bima

Die Tempel können in zwei Gruppen eingeteilt werden. Zur ersten gehören die Bauten aus den letzten Jahren des 7. Jahrhunderts bis etwa 730. Dies sind die Tempel Arjuna, Semar, Srikandi und Gatotkaca. Die zweite Gruppe beinhaltet die zwischen 730 und 780 erbauten Tempel wie Candi Puntadewa, Sembrodo (Sembadra) und Bima. Im Verlauf der folgenden Jahrhunderte änderten sich, laut einer Inschrift von 1210, die Rituale, was Veränderungen der Bauten erforderlich machte. So wurde zum Beispiel am Gatotkaca-Tempel die Basis erweitert, um einem zweiten Schrein auf der Südseite Platz zu machen.
Candi Arjuna und Semar bilden eine Einheit. Der Arjuna-Tempel enthielt ein Linga, das jeden Tag zu mehreren Gelegenheiten gebadet wurde. Das bei der Zeremonie verwendete Wasser wurde durch eine Rinne in der Nordwand geführt, die in einem Wasserspeier in der Form eines Makara-Kopfes endete. Der gegen die Westfront von Candi Arjuna gewandte Semar-Tempel enthielt wahrscheinlich Shivas Reittier Nandi. Diese auf Java seltene Tempelkonstruktion ist deutlich von den indischen Pallava-Tempeln beeinflusst.
Die Reliefs am Candi Srikandi zeigen im Norden Vishnu, im Osten Shiva und im Süden Brahma.
Candi Bima steht isoliert von den anderen Tempeln im Süden des Plateaus. Der größte Tempel der Hochfläche besitzt ebenfalls einen quadratischen Unterbau, der den eigentlichen Tempelkern mit der Terrasse für Zeremonialzwecke darstellt und eine steil aufragende Dachkonstruktion.